# Paola Gonzaga (1486-1519)
Paola Gonzaga (Mantova, 1486 – Milano, 30 maggio 1519) è stata una nobile italiana.

## Biografia

### Infanzia
Paola era la figlia secondogenita di Rodolfo Gonzaga, signore di Castiglione, Castel Goffredo e Solferino e di Caterina Pico della Mirandola.

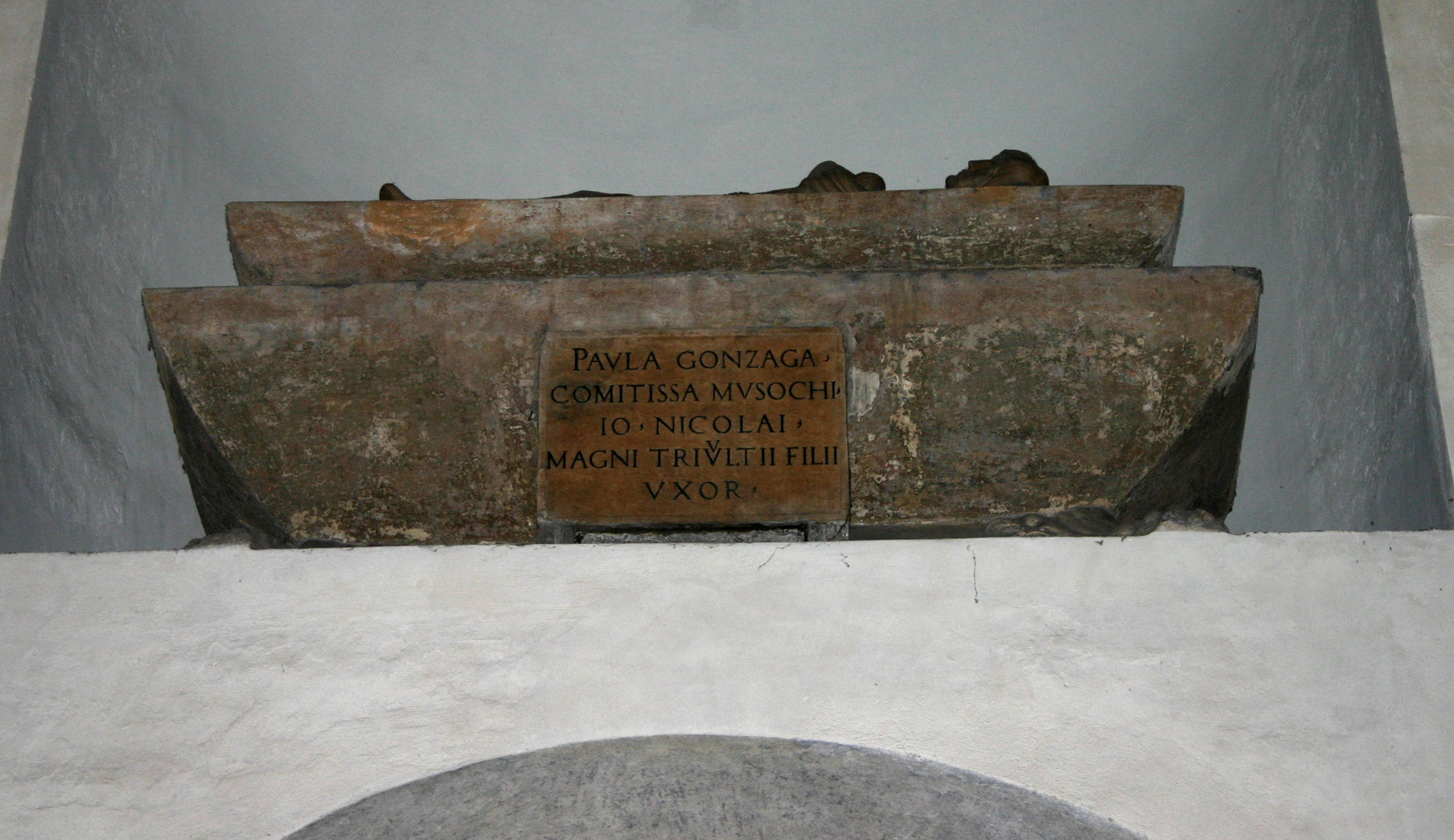
Milano, Basilica di San Nazaro, tomba di Paola Gonzaga.

### Matrimonio
Sposò Giovan Niccolò Trivulzio (1479-1512), conte di Musocco e figlio di Gian Giacomo Trivulzio, primo marchese di Vigevano - i patti dotali furono stabiliti il 26 dicembre 1500 e il matrimonio celebrato nel luglio 1501.

### Morte
Morì a Milano nel 1519 e fu tumulata nella basilica di San Nazaro, nella Cappella della famiglia Trivulzio.

## Discendenza
Paola e Giovan Niccolò ebbero sei figli:
- Ippolita (1503 - 26 agosto 1509[3]);
- Luigi;
- Margherita;
- Gian Francesco (1509 - 1573);
- Bianca;
- Giulia.

## Ascendenza
|                        |                 |                        | Genitori                  |  |  | Nonni |  |  | Bisnonni              |  |  | Trisnonni           |  |
|                        |                 |                        |                           |  |  |       |  |  | Gianfrancesco Gonzaga |  |  | Francesco I Gonzaga |  |
|                        |                 |                        |                           |  |  |       |  |  | Gianfrancesco Gonzaga |  |  | Francesco I Gonzaga |  |
|                        |                 | Margherita Malatesta   |                           |  |  |       |  |  | Gianfrancesco Gonzaga |  |  |                     |  |
| Ludovico III Gonzaga   |                 |                        |                           |  |  |       |  |  | Gianfrancesco Gonzaga |  |  |                     |  |
|                        |                 | Paola Malatesta        | Malatesta IV Malatesta    |  |  |       |  |  |                       |  |  |                     |  |
|                        |                 | Paola Malatesta        | Malatesta IV Malatesta    |  |  |       |  |  |                       |  |  |                     |  |
|                        |                 | Paola Malatesta        | Elisabetta da Varano      |  |  |       |  |  |                       |  |  |                     |  |
| Rodolfo Gonzaga        |                 | Paola Malatesta        |                           |  |  |       |  |  |                       |  |  |                     |  |
|                        |                 | Giovanni l'Alchimista  | Federico I di Brandeburgo |  |  |       |  |  |                       |  |  |                     |  |
|                        |                 | Giovanni l'Alchimista  | Federico I di Brandeburgo |  |  |       |  |  |                       |  |  |                     |  |
|                        |                 | Giovanni l'Alchimista  | Elisabetta di Baviera     |  |  |       |  |  |                       |  |  |                     |  |
| Barbara di Brandeburgo |                 | Giovanni l'Alchimista  |                           |  |  |       |  |  |                       |  |  |                     |  |
|                        |                 | Barbara di Sassonia    | Rodolfo III di Sassonia   |  |  |       |  |  |                       |  |  |                     |  |
|                        |                 | Barbara di Sassonia    | Rodolfo III di Sassonia   |  |  |       |  |  |                       |  |  |                     |  |
|                        |                 | Barbara di Sassonia    | Barbara di Legnica        |  |  |       |  |  |                       |  |  |                     |  |
| Paola Gonzaga          |                 | Barbara di Sassonia    |                           |  |  |       |  |  |                       |  |  |                     |  |
|                        | Giovanni I Pico | Francesco II Pico      |                           |  |  |       |  |  |                       |  |  |                     |  |
|                        | Giovanni I Pico | Francesco II Pico      |                           |  |  |       |  |  |                       |  |  |                     |  |
|                        | Giovanni I Pico | …                      |                           |  |  |       |  |  |                       |  |  |                     |  |
| Gianfrancesco I Pico   | Giovanni I Pico |                        |                           |  |  |       |  |  |                       |  |  |                     |  |
|                        |                 | Caterina Bevilacqua    | Guglielmo Bevilacqua      |  |  |       |  |  |                       |  |  |                     |  |
|                        |                 | Caterina Bevilacqua    | Guglielmo Bevilacqua      |  |  |       |  |  |                       |  |  |                     |  |
|                        |                 | Caterina Bevilacqua    | Taddea Tarlati            |  |  |       |  |  |                       |  |  |                     |  |
| Caterina Pico          |                 | Caterina Bevilacqua    |                           |  |  |       |  |  |                       |  |  |                     |  |
|                        |                 | Feltrino Boiardo       | Matteo Boiardo            |  |  |       |  |  |                       |  |  |                     |  |
|                        |                 | Feltrino Boiardo       | Matteo Boiardo            |  |  |       |  |  |                       |  |  |                     |  |
|                        |                 | Feltrino Boiardo       | Bernardina Lambertini     |  |  |       |  |  |                       |  |  |                     |  |
| Giulia Boiardo         |                 | Feltrino Boiardo       |                           |  |  |       |  |  |                       |  |  |                     |  |
|                        |                 | Guiduccia da Correggio | Gherardo VI da Correggio  |  |  |       |  |  |                       |  |  |                     |  |
|                        |                 | Guiduccia da Correggio | Gherardo VI da Correggio  |  |  |       |  |  |                       |  |  |                     |  |
|                        |                 | Guiduccia da Correggio | …                         |  |  |       |  |  |                       |  |  |                     |  |
|                        |                 | Guiduccia da Correggio |                           |  |  |       |  |  |                       |  |  |                     |  |

## Omaggi poetici e letterari
Il poeta Matteo Bandello ha dedicato a Paola Gonzaga la Novella XXXV della Prima parte (1554).